# Lucha Brothers
Os Lucha Brothers, também conhecidos como os Lucha Bros ou Los Lucha Bros, são uma dupla mexicana de luta livre profissional composta pelos irmãos Penta e Rey Fénix. Eles trabalham atualmente para a WWE, onde Penta atua na marca Raw enquanto Fénix atua na marca SmackDown. Eles são conhecidos por seu tempo na All Elite Wrestling (AEW), onde são ex-campeões mundiais de duplas da AEW, além de serem ex-campeões mundiais de trios da AEW com seu ex-colega de grupo, Pac, do Death Triangle. Também apareceram para a promoção irmã da AEW, Ring of Honor (ROH), onde foram campeões mundiais de duplas da ROH. No México, lutaram para a Lucha Libre AAA Worldwide (AAA), onde são duas vezes campeões mundiais de duplas da AAA. Anteriormente, apareceram na Impact Wrestling (atualmente Total Nonstop Action Wrestling), onde foram campeões mundiais de duplas (e Penta foi campeão mundial do Impact), tornando-se a única dupla a ser campeã mundial de duplas da AEW, Impact, ROH e AAA.
Eles também lutaram tanto nos circuitos independentes americanos quanto mexicanos e conquistaram múltiplos títulos em ambos os países, incluindo o Campeonato Mundial de Duplas da Major League Wrestling, o Campeonato Mundial de Duplas da Pro Wrestling Guerrilla e o Campeonato de Duplas do The Crash. Seus nomes reais são desconhecidos, como é comum com os lutadores mascarados no México, onde suas vidas privadas são mantidas em segredo.

## Vidas pessoais
Pentagón Jr. e Fénix são irmãos na vida real. Seu pai e outro irmão também são lutadores profissionais; seu pai lutou sob o nome de Fuego, enquanto seu irmão se apresenta com o nome de ringue Ikaro.

## Carreira na luta livre profissional
Não se sabe muito sobre o histórico anterior dos irmãos, além do que eles mesmos revelaram, o que é tradicional na luta livre mexicana (Lucha libre). Tanto Pentagón quanto Fénix começaram o treinamento em luta profissional no mesmo dia e estrearam no mesmo dia.

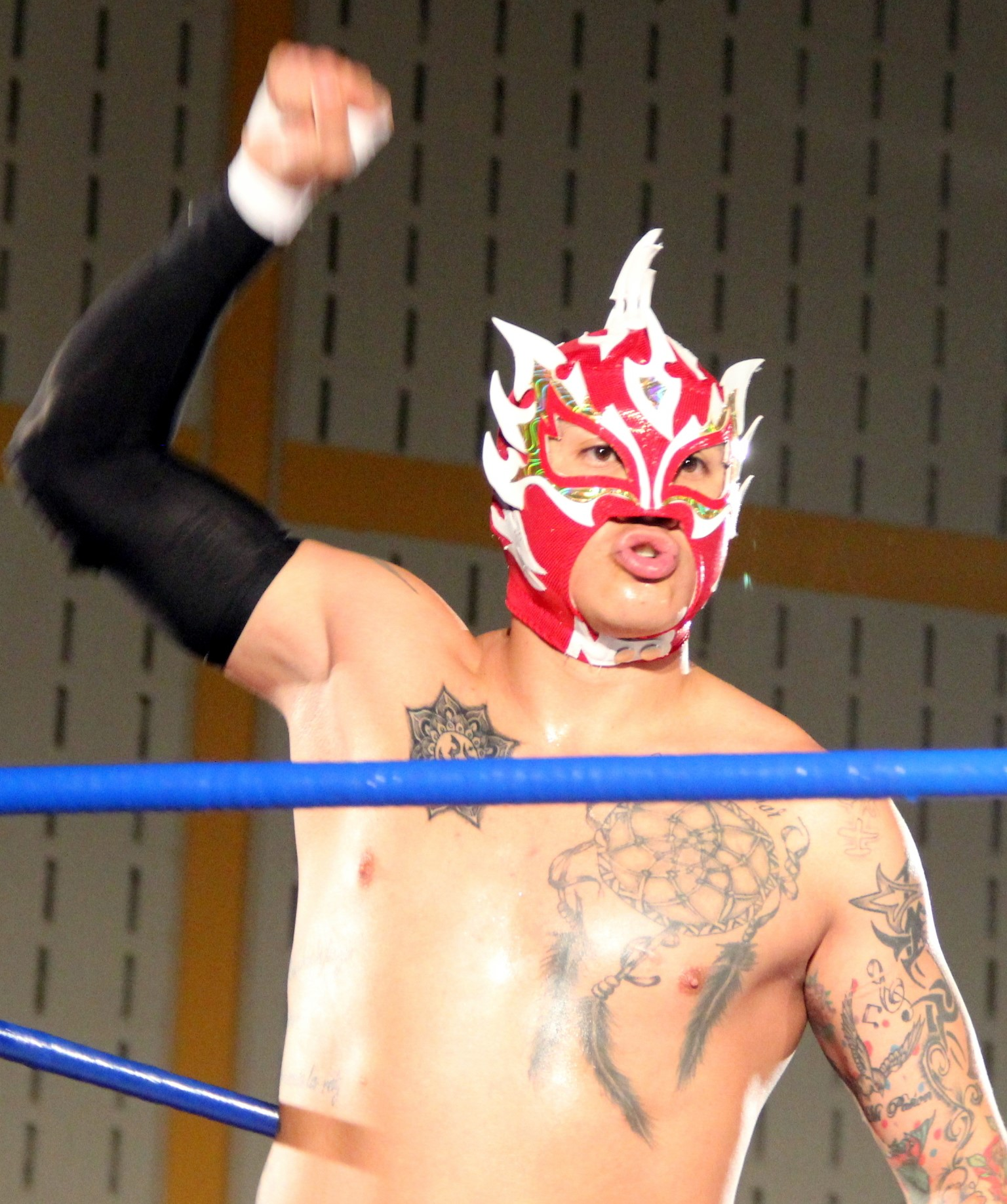
Fénix em setembro de 2015.

### Pro Wrestling Guerrilla (2015–2019)
Pentagón Jr. e Fénix estrearam no PWG durante o Battle of Los Angeles de 2015. Fénix foi derrotado na primeira rodada por Matt Sydal, enquanto Pentagón derrotou Drago para avançar para a segunda rodada, onde foi derrotado pelo vencedor do torneio, Zack Sabre Jr. Eles retornaram no ano seguinte para participar do torneio novamente, mas mais uma vez não tiveram sucesso, com nenhum dos dois avançando da primeira rodada. No entanto, conseguiram derrotar Chris Hero e Tommy End na segunda noite do torneio, o que lhes garantiu uma oportunidade de disputar o Campeonato Mundial de Duplas da PWG contra The Young Bucks (Matt e Nick Jackson) na noite seguinte, mas não conseguiram conquistar os cinturões. Em 18 de março de 2017, Penta el 0M e Rey Fénix derrotaram The Young Bucks e a dupla Matt Sydal e Ricochet em uma luta three-way de duplas tripla para conquistar o Campeonato Mundial de Duplas da PWG. Em 20 de outubro, Penta e Fénix perderam os títulos para The Chosen Bros (Jeff Cobb e Matt Riddle), encerrando seu reinado em 216 dias. Na Fase Três do Battle of Los Angeles de 2018, os Lucha Brothers desafiaram os campeões, The Rascalz (Zachary Wentz e Dezmond Xavier), em uma luta pelo Campeonato de Mundial de Duplas da PWG, mas foram derrotados. Em 2019, eles participaram do Battle of Los Angeles pela terceira vez, mas ambos foram derrotados na segunda rodada, fazendo suas últimas aparições antes de assinarem com a AEW.

### AAW (2016–2019)
Em 23 de julho de 2016, Pentagón Jr. derrotou Sami Callihan para conquistar o Campeonato de Pesos Pesados do AAW: Professional Wrestling Redefined. Em 8 de outubro de 2016, Pentagón Jr. colocou o título em jogo em uma Lucha de Apuestas de duplas, onde seu irmão Fénix apostou sua máscara, enquanto os adversários arriscaram o cabelo (Callihan) ou a carreira (Jake Crist). A luta terminou quando Callihan fez o pin em Pentagón Jr., recuperando o campeonato. No AAW "Take No Prisoners" de 2018, Rey Fénix e Penta El Zero M derrotaram Myron Reed e A. R. Fox. Em 23 de fevereiro de 2019, Fénix e Pentagón Jr. perderam os títulos novamente para LAX, em uma luta que também contou com a participação de Myron Reed e A. R. Fox, após a interferência dos Young Bucks no combate.

### The Crash (2017–2019)
Em 27 de janeiro, Penta, Daga, Garza e Fénix el Rey anunciaram a formação de um novo grupo chamado La Rebelión ("A Rebelião") na The Crash Lucha Libre. Durante seu tempo na promoção, o grupo conquistou o vago Campeonato de Duplas da Crash em 3 de novembro de 2018. No entanto, eles deixaram o título vago 24 dias depois, após Fénix sofrer uma lesão.

### Major League Wrestling (2018–2019)
Pentagón fez sua estreia na Major League Wrestling (MLW), situada nos Estados Unidos, em 11 de janeiro de 2018, onde derrotou Fénix durante o show Zero Hour da MLW. No mês seguinte, Pentagón e Fénix (como Los Lucha Bros) derrotaram "Team TBD" (Jason Cade e Jimmy Yuta) e The Dirty Blondes (Leo Brien e Mike Patrick) para se tornarem os primeiros campeões de duplas da MLW. No "MLW Battle Riot", Fénix e Pentagón defenderam com sucesso os títulos de duplas da MLW, derrotando Rey Horus e Drago. Após a rivalidade de Pentagón com LA Park, os Lucha Bros começaram uma rivalidade com The Hart Foundation (Teddy Hart, Davey Boy Smith Jr. e Brian Pillman Jr.) pelo Campeonato de Duplas da MLW. Eles perderiam o campeonato para Hart e Davey Boy Smith Jr. no SuperFight em 2 de fevereiro de 2019.

### Impact Wrestling (2018–2019)

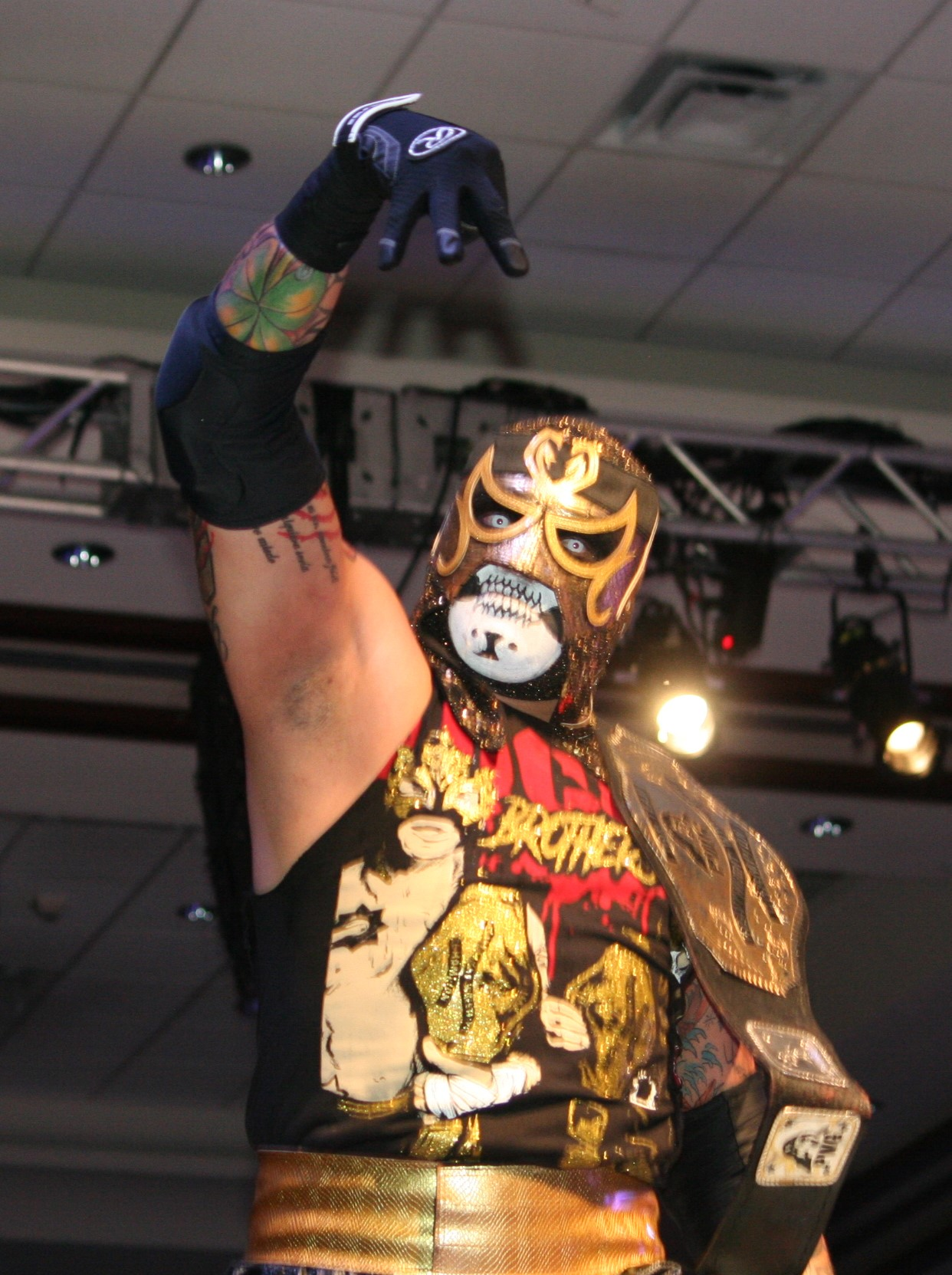
Pentagón Jr. em 2017.

Pentagón e Fénix estrearam no Impact Wrestling durante um evento co-promovido "Impact Wrestling vs Lucha Underground" no WrestleCon de 2018, em uma luta three-way com o campeão mundial do Impact, Austin Aries. Após essa aparição especial, os Lucha Bros começaram a trabalhar para o Impact Wrestling de forma regular. Em 12 de janeiro de 2019, Pentagón e Fénix derrotaram Santana e Ortiz do The Latin American Xchange (LAX) durante as gravações de TV em Cidade do México, conquistando o Campeonato de Duplas do Impact e iniciando uma intensa rivalidade com LAX. Os Lucha Bros defenderiam com sucesso o título de duplas contra LAX em 2 de fevereiro, e depois contra Eli Drake e Eddie Edwards em 22 de março. A rivalidade com LAX culminou no Impact Wrestling Rebellion, em uma luta Full Metal Mayhem, onde LAX recuperou os títulos de duplas do Impact dos Lucha Bros. A derrota marcou o último combate dos Lucha Bros no Impact Wrestling.

### All Elite Wrestling / Ring of Honor (2019–2024)
Em 7 de fevereiro de 2019, durante o evento de anúncio de ingressos da All Elite Wrestling (AEW), realizado na MGM Grand Pool Splash em Las Vegas, Nevada, Pentagón Jr. e Fénix fizeram sua primeira aparição pela empresa. Quando os Young Bucks estavam deixando o palco, a música dos Lucha Brothers tocou, e os dois times se encararam antes de uma briga começar, com Pentagón atingindo Matt Jackson primeiro, enquanto Fénix derrubou Nick Jackson com um superkick. Pentagón então aplicou um Fear Factor em Matt Jackson no palco antes de anunciar sua participação no evento inaugural da AEW, Double Or Nothing. Mais tarde, em 23 de fevereiro, os Young Bucks fizeram uma aparição surpresa no AAW Wrestling, atacando os Lucha Brothers durante a defesa dos títulos de duplas do AAW, o que fez com que os Lucha Brothers perdessem a luta. Os Young Bucks então desafiaram os irmãos para uma luta no Double or Nothing, desafio que foi aceito. No Rey de Reyes da AAA, os Young Bucks derrotaram os Lucha Brothers para conquistar o Campeonato Mundial de Duplas da AAA. Isso transformou a luta no Double or Nothing em uma revanche pelo campeonato, que os Young Bucks também venceram.
No episódio de 30 de outubro de 2019 do AEW Dynamite, SoCal Uncensored (Frankie Kazarian e Scorpio Sky) derrotaram os Lucha Brothers para se tornarem os primeiros campeões mundiais de duplas da AEW. A rivalidade entre os dois times continuou no Full Gear, enquanto os Lucha Brothers começaram a se transitar para o papel de vilões (heels). Na luta pelo título, disputada em uma luta three-way de duplas que também envolvia Private Party, SoCal Uncensored saiu vitorioso. No episódio de 5 de fevereiro de 2020 do Dynamite, os Lucha Brothers fizeram o pin sobre os campeões de duplas da AEW, Kenny Omega e Adam Page, em uma luta de quartetos, ganhando uma oportunidade de disputar o título. No entanto, os Lucha Brothers perderiam a luta pelo campeonato em 19 de fevereiro.
Em 4 de março de 2020, eles formaram um trio com Pac, conhecido como Death Triangle, confirmando sua virada para heel no processo. Eles fizeram sua estreia como equipe contra Joey Janela e o Private Party, derrotando-os. No entanto, com Pac preso no Reino Unido devido a restrições de viagem, os Lucha Brothers formaram uma aliança com Eddie Kingston, além de The Butcher e The Blade. Em 18 de novembro de 2020, Penta e Fénix novamente viraram faces e reviveram sua aliança com o Death Triangle ao salvarem Pac durante uma agressão de Kingston, Butcher e Blade. Em agosto de 2021, foi anunciado que os Lucha Brothers participariam de um torneio eliminatório de quatro equipes por uma chance de disputar o Campeonato Mundial de Duplas da AEW, com os vencedores enfrentando The Young Bucks no All Out em uma luta dentro de uma jaula de aço. Os Lucha Brothers derrotaram os Varsity Blonds na edição de 25 de agosto do Dynamite e depois venceram o Jurassic Express na edição de 27 de agosto do Rampage para se tornarem os desafiantes número um. Eles então derrotaram os Young Bucks no pay-per-view All Out, conquistando pela primeira vez o Campeonato Mundial de Duplas da AEW. Em 16 de outubro de 2021, em uma edição especial de sábado do AEW Dynamite, Penta e Fénix perderam seus títulos de campeões mundiais de duplas AAA para o FTR, disfarçados como a fictícia equipe de luchadores Las Super Ranas, encerrando seu reinado recorde de 853 dias. No episódio de 5 de janeiro de 2022 do Dynamite, Jurassic Express derrotou os Lucha Brothers para conquistar seu primeiro Campeonato Mundial de Duplas da AEW, durante o qual Fénix deslocou o braço ao ser jogado através de uma mesa.
Após o The Elite ser despojado do Campeonato de Trios da AEW devido a uma briga legítima que ocorreu após a coletiva de imprensa do All Out, o Death Triangle derrotou o Best Friends para conquistar os títulos vagos no episódio de 7 de setembro de 2022 do Dynamite. Eles defenderiam os títulos várias vezes, incluindo contra o The Elite no Full Gear. A luta no Full Gear daria início a uma série de melhor de 7, que veria The Elite vencer por 4-3, encerrando o reinado do Death Triangle em 126 dias. Em 2023, os Lucha Brothers começaram a aparecer pela promoção irmã da AEW, a Ring of Honor (ROH). No Supercard of Honor em 31 de março de 2023, os Lucha Brothers derrotaram Top Flight (Dante e Darius Martin), The Kingdom (Matt Taven e Mike Bennett), Aussie Open (Kyle Fletcher e Mark Davis) e La Facción Ingobernable (Rush e Dralístico) em uma luta de escadas Reach for the Sky para conquistar o vago Campeonato Mundial de Duplas da ROH. Em 21 de julho, no Death Before Dishonor, os Lucha Brothers perderam o título para Aussie Open em uma luta four-way de duplas. No Double Or Nothing de 26 de maio de 2024, os Lucha Brothers, junto com Pac, reformando o Death Triangle, desafiaram o Bang Bang Gang pelos títulos de Trios da AEW e o Campeonato de Trios da ROH, mas perderam após a interferência de um Juice Robinson retornando. No episódio de 17 de julho do Rampage, os Lucha Brothers derrotaram o Private Party, o que acabaria sendo a última aparição de Pentagón na AEW.

### WWE (2025-presente)
Em 13 de janeiro de 2025, Penta fez sua estreia na WWE na marca Raw, derrotando Chad Gable no episódio de estréia do Raw na Netflix. O narrador Michael Cole destacou a aparição do lutador como "o segredo mais mal guardado da indústria", já que vinhetas vinham sendo exibidas anunciando a futura aparição do luchador. Em 4 de abril do mesmo ano, foi a vez de Rey Fénix fazer sua estreia no SmackDown, derrotando Nathan Frazer. Da mesma forma que com seu irmão, seu debut também foi anunciado através de várias vinhetas em episódios anteriores.

## Títulos e prêmios
- AAW: Professional Wrestling Redefined
  - AAW Tag Team Championship (1 vez)[43][44]
- All Elite Wrestling
  - Campeonato Internacional da AEW (1 vez) - Rey Fénix
  - Campeonato Mundial de Duplas da AEW (1 vez)[45]
  - Campeonato Mundial de Trios da AEW (1 vez) – com Pac[46][47]
  - AEW World Tag Team Championship Eliminator Tournament (2021)[48]
  - Dynamite Award (1 vez)
    - Melhor Luta de Duplas (2022) – Young Bucks vs Lucha Brothers, luta em uma jaula de aço
- CBS Sports
  - Dupla do Ano (2019)[49]
- The Crash Lucha Libre
  - The Crash Tag Team Championship (1 vez)
- House of Glory
  - HOG Tag Team Championship (1 vez)[43]
- Impact Wrestling
  - Campeonato Mundial de Duplas do Impact (1 vez)[50]
- Lucha Libre AAA Worldwide
  - AAA World Tag Team Championship (1 vez)[27][51]
- Major League Wrestling
  - MLW World Tag Team Championship (1 vez)[16]
- Pro Wrestling Guerrilla
  - Campeonato Mundial de Duplas da PWG (1 vez)[8]
- Pro Wrestling Illustrated
  - PWI os colocou na #2º posição entre as 50 melhores duplas no PWI Tag Team 50 em 2021[52]
- Ring of Honor
  - Campeonato Mundial de Duplas da ROH (1 vez)[37][53]
- Wrestling Alliance Revolution
  - WAR World Tag Team Championship (1 vez)[54]
- Xtreme Mexican Wrestling
  - XMW Tag Team Championship (1 vez)[55]
- Wrestling Observer Newsletter
  - Dupla do Ano (2019)
  - MVP do México (2019, 2020) – Rey Fénix[56]
  - Melhor Lutador Aéreo (2020, 2021)[56]
  - Luta de Wrestling Profissional do Ano (2021) – vs. Young Bucks no All Out